# 田原あゆみ
田原 あゆみ（たはら あゆみ、本名：伊藤 繭子（いとう まゆこ）、1981年12月20日 - ）は、日本の元AV女優。
東京都出身。趣味：ショッピング。特技：水泳。

## 略歴
雑誌『デラべっぴん』の素人コーナー「スカ魂」において本名でグラビアデビュー。
芸名を「田原あゆみ」とした後、2001年に宇宙企画よりAVデビュー。AVデビュー後の『デラべっぴん』でのインタビューで自ら本名を公表している。AVやグラビア、写真集等で活動したが、2002年に引退。
とてもセクシーな痴女であった。

## 作品

### アダルトビデオ（撮りおろし作品）
- 妖精物語　（2001年1月28日、宇宙企画） ※デビュー作
- 純愛アルバム　（2001年2月25日、宇宙企画）
- 悲しみよ、こんにちは　（2001年3月25日、宇宙企画）
- TEAR DROP　（2001年4月22日、宇宙企画）
- 女猫　（2001年5月15日、宇宙企画）
- ガラス玉遊戯　（2001年6月12日、宇宙企画）
- うつくしひめ　（2001年7月10日、宇宙企画）
- couples　（2001年8月28日、アリスJAPAN）
- 女尻　（2001年9月21日、アリスJAPAN）
- miss target　（2001年10月23日、アリスJAPAN）
- コスプレっ娘・あゆみ　（2002年1月27日、ミス・クリスティーヌ）
- 口全ワイセツ 36　（2002年2月26日、SAMM）

### アダルトビデオ（主要編集作品）
- 秘蔵　（2002年1月14日、宇宙企画）
- The Artist (2002年6月21日、h.m.p) HODV-00108
- 宇宙企画Memorial 田原あゆみ　(2003年10月24日、宇宙企画）MDH-009
- 宇宙企画Memorial 田原あゆみ II （2004年09月16日、宇宙企画）MDH-034

## 書籍

### 写真集
- ぽっ　（2001年6月、撮影：平地勲、英知出版）
- もぎたて少女　（2001年7月、メディア・クライス）
- TENNYO 9　（2001年9月、撮影：宮沢正明、英知出版）